# PoSAT
PoSAT é o consórcio, liderado por Fernando Carvalho Rodrigues, que planeou e executou o lançamento do primeiro satélite português, PoSAT-1.
Consórcio era constitúido por:
- INETI - Instituto Nacional de Engenharia, Tecnologia e Inovação
- EFACEC
- Marconi
- Oficinas Gerais de Material Aeronaútico, SA
- Alcatel Portugal
- CEDINTEC - Centro de Desenvolvimento e Inovação Tecnológicos
- IST - Instituto Superior Técnico
- UBI - Universidade da Beira Interior